# ジョアン・ティアゴ・セロン・ガルセス
ジョタ（Jota）こと、ジョアン・ティアゴ・セロン・ガルセス（João Tiago Serrão Garcês 、1993年3月7日 - ）は、ポルトガル・フンシャル出身のサッカー選手。レイションイスSC所属。ポジションは、ミッドフィールダー。